# Życie tak jak w bajce
Życie tak jak w bajce – singel polskiego piosenkarza Paliona, promujący film Kleks i wynalazek Filipa Golarza. Singel został wydany 13 grudnia 2024.

## Geneza utworu i historia wydania
Utwór napisali i skomponowali Mikołaj Walczak, Jonatan Chmielewski i Andrzej Jaworski, natomiast za produkcję piosenki odpowiadają Paweł Palion, Andrzej Jaworski, Jonatan Chmielewski i Hubert Kostyra.
Singel ukazał się w formacie digital download 13 grudnia 2024 w Polsce za pośrednictwem wytwórni płytowej Open Mind One w dystrybucji Sony Music Entertainment Poland. Piosenka została nagrana do filmu fabularnego Kleks i wynalazek Filipa Golarza (2025) w reżyserii Macieja Kawulskiego.

## Teledysk
Do utworu powstał teledysk w reżyserii Macieja Kawulskiego, który udostępniono w dniu premiery singla za pośrednictwem serwisu YouTube.

## Lista utworów
- Digital download[2]

1. „Życie tak jak w bajce” – 2:53